# Starsky & Hutch (película)
Starsky & Hutch es una película de comedia, acción y buddy cop estadounidense de 2004 dirigida por Todd Phillips, escrita por Phillips, John O'Brien y Scot Armstrong, y basada en la serie de televisión homónima de la década de 1970. La película, ambientada en 1975 en la ciudad ficticia de Bay City (California), es una precuela de la serie y está protagonizada por Ben Stiller como David Starsky y Owen Wilson como Ken «Hutch» Hutchinson, dos detectives de policía poco compatibles que, con la ayuda del jefe del hampa Huggy Bear (Snoop Dogg), investigan una red de drogas dirigida por el traficante judío Reese Feldman (Vince Vaughn).
Stiller, seguidor de la serie original, propuso a Warner Bros. la idea de llevar Starsky y Hutch a la pantalla grande. El proyecto contó con la aprobación de los protagonistas de la serie, Paul Michael Glaser y David Soul, quienes además se unieron a la filmación para hacer un cameo. El director, también aficionado de la serie, optó abordar la adaptación como una comedia, en lugar de un drama, en contraste con el tono más serio de la producción televisiva. Sin embargo, los realizadores insistieron en que no se trataba de una parodia y Phillips la describió como un «homenaje» y una «una carta de amor» a la serie. El rodaje se llevó a cabo en varias locaciones de California.
Starsky & Hutch se estrenó el 5 de marzo de 2004 en la salas estadounidenses, obteniendo un notable éxito comercial. En su estreno, alcanzó el segundo puesto en la taquilla nacional y posteriormente logró el primer lugar en su lanzamiento en otros países. Con un presupuesto de sesenta millones de dólares, la cinta recaudó 88 millones en Estados Unidos y más de 170 millones en total. El dúo protagónico recibió elogios de la crítica, especialmente por la química entre ambos actores, quienes en la temporada de premios fueron candidatos a los MTV Movie Awards, People's Choice y Teen Choice Awards por su trabajo en conjunto.

## Argumento
En 1975, los detectives de la policía de Bay City, David Starsky y Ken «Hutch» Hutchinson, se ven obligados a formar equipo como castigo por sus recientes errores. Starsky, un detective impulsivo y fanático de su Ford Gran Torino de 1974, persigue a delincuentes menores de manera imprudente, mientras que Hutch, un investigador más relajado, a menudo colabora con criminales para resolver casos. En medio de su dinámica tensa, se enfrentan a un caso importante relacionado con Reese Feldman, un poderoso narcotraficante judío, y su mano derecha, Kevin, quienes han desarrollado una nueva fórmula de cocaína indetectable en olor y sabor.
La investigación comienza cuando un distribuidor de Feldman arruina una operación y es asesinado. El cuerpo del hombre aparece días después y los detectives siguen la pista hasta Feldman, quien niega cualquier conocimiento del crimen. No obstante, la esposa de Feldman revela que el traficante había estado involucrado con una animadora. A través de sus investigaciones, Starsky y Hutch logran conseguir información clave sobre el caso, incluyendo una chaqueta perteneciente a una animadora llamada Heather.
Guiados por su informante, Huggy Bear, los detectives se infiltran en el bar de motociclistas de Big Earl, donde se enteran de que Big Earl está en la cárcel. Los detectives se dirigen a la cárcel para interrogar a Big Earl sobre su conexión con los negocios ilícitos de Feldman. Big Earl obliga a los detectives a realizar actos humillantes a cambio de información y un paquete de cocaína. Sin embargo, el capitán Doby, molesto por su método poco ortodoxo de interrogatorio, los aparta del caso al descubrir que lo que pensaban era cocaína resultó ser edulcorante artificial. A pesar de este revés, los detectives descubren que el paquete realmente contenía la cocaína indetectable de Feldman, lo que desencadena una serie de eventos que los lleva a un enfrentamiento con los narcotraficantes.
Starsky y Hutch se enfrentan a varios obstáculos, incluido un ataque de los hombres de Feldman que destruye el Gran Torino de Starsky. Tras varios intentos fallidos de capturar a Feldman y con la tensión creciente en su relación, los detectives se reconcilian después de que una bomba dirigida a Hutch hiere a un joven vecino de Starsky. Juntos, con la ayuda de Huggy Bear, se infiltran en una fiesta benéfica donde Feldman planea vender la cocaína escondida en Volkswagen Karmann Ghia.
En una confrontación culminante, los detectives logran descubrir el alijo de drogas, pero durante la persecución que sigue, Feldman y su novia Kitty escapan en un yate. En un intento desesperado de capturarlos, Starsky y Hutch lanzan el Gran Torino desde una rampa de carga, pero el vehículo termina cayendo al agua. A pesar de la pérdida de su preciado automóvil, los detectives logran poner fin al negocio de Feldman, y con la ayuda de Huggy Bear, quien también juega un papel clave en la captura del narcotraficante, el caso llega a su fin. En una celebración posterior, Starsky lamenta la pérdida de su coche, pero Huggy lo sorprende con un Gran Torino idéntico, comprado a dúo original de Starsky y Hutch. Los dos detectives se embarcan en una nueva misión, conduciendo triunfantes por las calles de Los Ángeles.

## Reparto
- Ben Stiller como Detective David Starsky
- Owen Wilson como Detective Ken «Hutch» Hutchinson
- Vince Vaughn como Reese Feldman
- Snoop Dogg como Huggy Bear Brown
- Jason Bateman como Kevin Jutsum
- Fred Williamson como Capitán Doby
- Carmen Electra como Stacey Haack
- Amy Smart como Holly Monk
- Juliette Lewis como Kitty
- Molly Sims como Sra. Feldman
- George Cheung como Chau
- Chris Penn como Manetti
- Terry Crews como Porter
- Brande Roderick como Heather
- Jeffrey Lorenzo como Willis Lewis
- Har Mar Superstar como Dancing Rick
- Patton Oswalt como Disco DJ
- Richard Edson como Monix
- Paul Michael Glaser como el Starsky original
- David Soul como el Hutch original
- Will Ferrell como Big Earl Drennan (sin acreditar)[18]

## Producción
El proyecto de adaptación cinematográfica se originó cuando Ben Stiller se contactó con Warner Bros., que poseía los derechos de la serie de televisión. Stiller propuso la idea de llevar la serie a la gran pantalla y su productora se unió al proyecto. Además, sugirió a Todd Phillips como director. En noviembre de 2001, Stiller anunció que interpretaría a Starsky, mientras que se rumoreaba que Owen Wilson asumiría el papel de Hutch. En septiembre de 2002, Warner Bros. confirmó que la adaptación recibiría luz verde, con producción programada para comenzar en febrero del año siguiente. Los actores principales fueron confirmados en sus respectivos papeles, interpretando a los personajes originales de la serie, Starsky y Hutch, quienes fueron interpretados en la versión televisiva por  Paul Michael Glaser y David Soul, respectivamente. Phillips fue designado como director y, junto con Scot Armstrong, colaboró en la redacción del guion, basándose en la propuesta de Stiller. Tanto Phillips como los actores principales eran admiradores de la serie original. Stiller expresó su deseo de «actualizar» la historia para una audiencia contemporánea, lo que generó la reacción de David Soul, quien señaló que, aunque Stiller y Wilson eran buenos actores, «no son Starsky y Hutch».

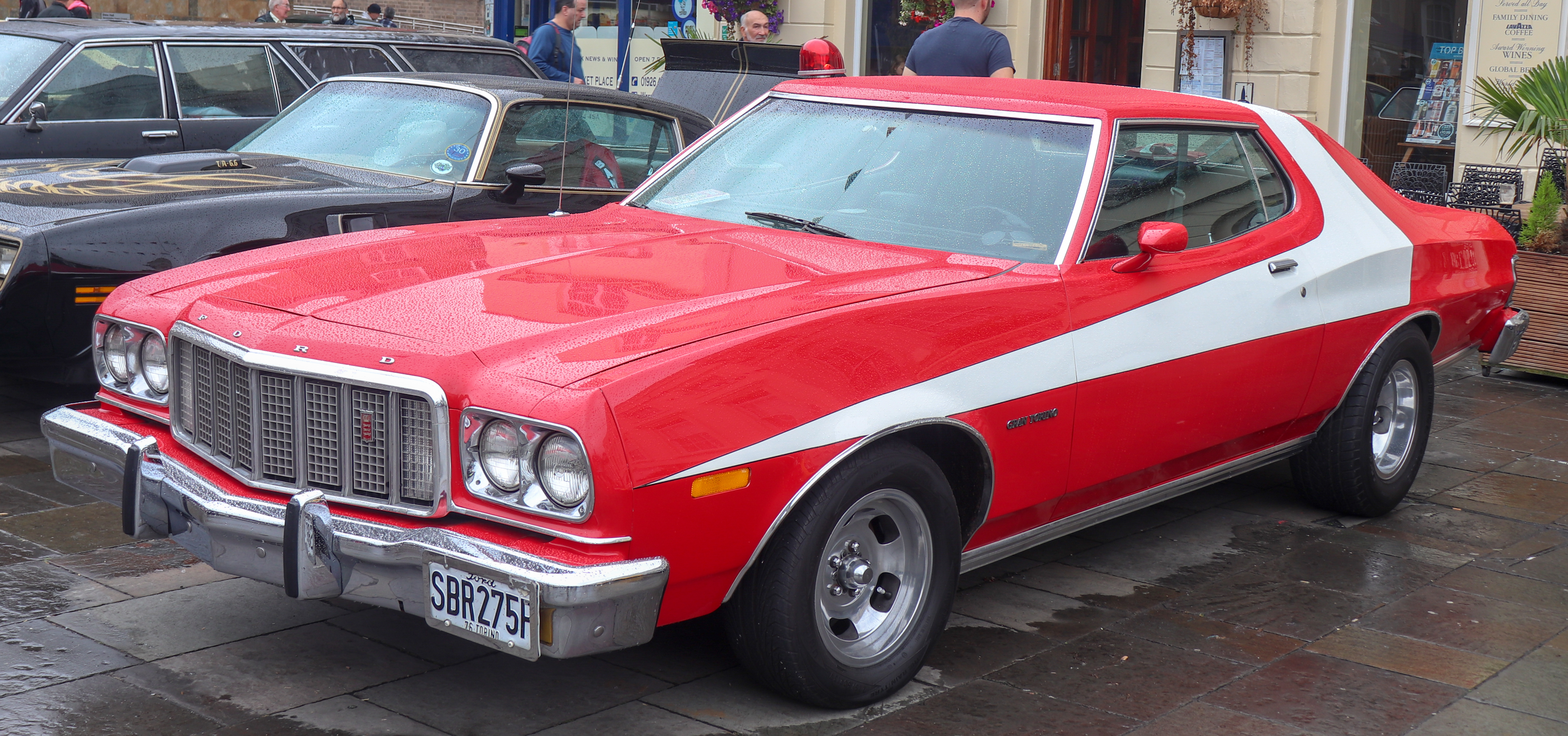
Un Ford Gran Torino de 1975, una copia del auto característico de los protagonistas.

Los protagonistas trabajaron juntos para intentar emular a los actores originales, quienes finalmente se unieron al proyecto para hacer un cameo en la película. Stiller recordó que Glaser mostró apoyo y entusiasmo hacia la idea del filme, lo que le permitió a Stiller experimentar con su interpretación del personaje. Por otro lado, Phillips eligió a Vince Vaughn como el antagonista, considerando que su estilo de actuación realista aportaría un «sentido de realismo» a la historia. Vaughn afirmó que interpretó a Reese Feldman de forma equilibrada, evitando caer en clichés exagerados y manteniendo un enfoque que se adaptara al tono cómico de la película. Destacó la importancia de ser consciente del contexto de cada escena, permitiendo momentos cómicos sin sacrificar la seriedad necesaria para mostrar las consecuencias reales, como la muerte. «No podía actuar demasiado tonto porque entonces la película sería demasiado superficial y no tendría ninguna amenaza», explicó el actor. En un principio, Vaughn fue tenido en cuenta para interpretar el papel de Hutch.
En cuanto a la preparación de los actores, el director se reunió con Wilson y Vaughn antes del inicio del rodaje para revisar y ajustar el guion según las nuevas ideas que surgían. Stiller, para prepararse para su papel, se entrenó con un dobles de riesgo especialista en conducción, quien le enseñó algunos movimientos con el automóvil. Además, recibió instrucciones de tiro por parte de un miembro de SWAT del Departamento de Policía de Los Ángeles. La película incluyó una interpretación de la canción «Don't Give Up On Us», de David Soul, por parte de Wilson, quien no sabía cantar ni tocar la guitarra. Aunque el director sugirió que tomara lecciones de guitarra y voz, el actor insistió en que no podía cantar. Las lecciones de guitarra fueron infructuosas y los profesores pronto se dieron cuenta de su falta de habilidad. Como resultado, Phillips optó por filmar la escena sin mostrar las manos de Wilson y procesó su voz con una máquina de afinación. Esta fue la sexta película de Stiller y Wilson como pareja de actores, y el segundo consideró que su amistad en la vida real ayudaba a que la química entre ellos se reflejara en sus personajes, de manera similar a lo que ocurrió en la serie. Snoop Dogg fue elegido como la primera opción para interpretar a Huggy Bear, aunque también se tuvo en cuenta a Chris Rock y Don Cheadle. Sus escenas fueron tan bien recibidas en las proyecciones de prueba que el director decidió filmar una escena adicional con su personaje. El rodaje se llevó a cabo en diversas locaciones de California, abarcando varias ciudades como Los Ángeles, Azusa, Santa Mónica, Manhattan Beach, Lancaster, Norwalk y Pasadena.
Los realizadores de Starsky & Hutch tuvieron la intención de atraer a una audiencia amplia, tanto a aquellos que no habían visto la serie original como a quienes reconocerían las referencias a la misma. A pesar de que la serie original era principalmente dramática y, en menor medida, incorporaba elementos de romance, comedia y buddy film, el director sostuvo que la adaptación al cine era «ciertamente es una comedia». Describió la película como una «comedia romántica entre dos hombres heterosexuales», utilizando la estructura de este género para retratar la relación entre los dos personajes principales. Stiller encontró difícil de describir el tono que creó el director en el filme, pero aclaró que la película «no es en ningún modo una parodia». Stiller subrayó que los personajes en la película se tomaban su trabajo «bastante en serio» y destacó que «la hicimos casi como si fuera el piloto original de Starsky y Hutch». Wilson, por su parte, mencionó que si Warner Bros. hubiera buscado una película más seria, él y Stiller no habrían sido elegidos para los papeles principales. El actor también señaló que parte del humor en Starsky & Hutch surgió de la diferencia entre el estilo de los personajes originales y el enfoque que él y Stiller adoptaron. Según Wilson, los personajes originales poseían una «genialidad inherente» en su forma de actuar, algo que ellos intentaron emular, aunque sin lograrlo por completo. Esta diferencia contribuyó significativamente al humor en su interpretación, ya que el contraste cómico surgió del esfuerzo de los actores por igualar la actitud «cool» de los personajes originales. Finalmente, Phillips insistió en que la película no era una parodia, sino un «homenaje a la serie», describiéndola como «una carta de amor» a la producción televisiva original.

## Recepción

### Estreno y taquilla

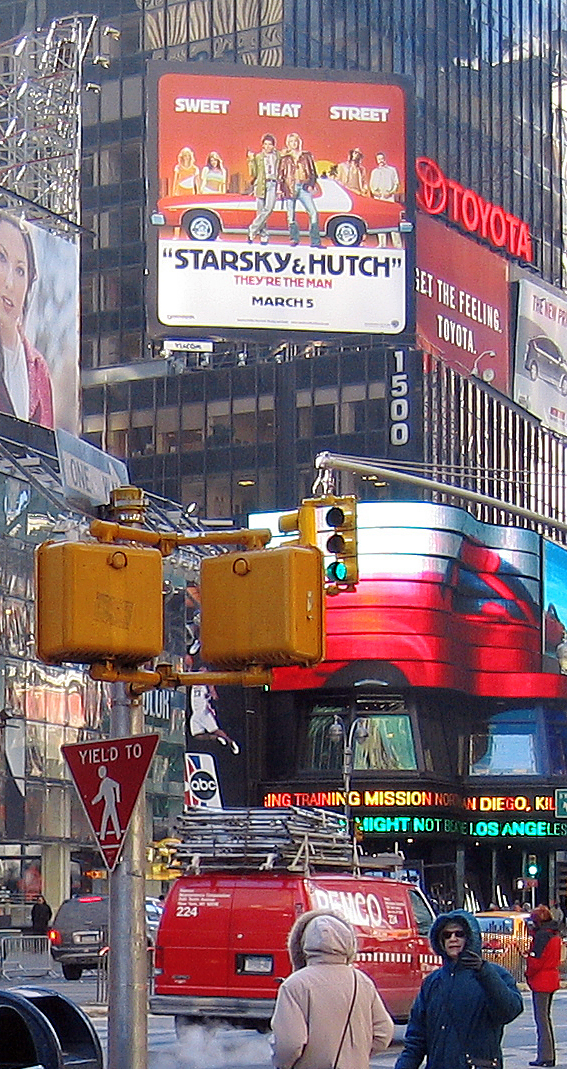
Cartel de la película en el Times Square (Nueva York).

La película celebró su preestreno en Los Ángeles el 26 de febrero de 2004, evento al que asistieron Ben Stiller, Owen Wilson, Paul Glaser y David Soul. Posteriormente, tuvo su estreno nacional el 5 de marzo del mismo año. Durante su fin de semana de estreno en Estados Unidos, la película se proyectó en 3185 salas y recaudó más de 28 millones de dólares, ocupando el segundo lugar en la taquilla, por detrás de La Pasión de Cristo. Starsky & Hutch recaudó 67 millones de dólares durante sus primeras tres semanas en los cines y finalizó marzo como la segunda película más taquillera, habiendo recaudado 78 millones durante ese mes. La cinta tuvo un preestreno en la Leicester Square de Londres el 11 de marzo de 2004, que le dejó una recaudación de 128 mil dólares. Durante su exhibición en cines selectos, recaudó tres millones de dólares. Posteriormente, impulsado por reseñas positivas y su campaña de marketing, el filme se consolidó como un éxito en el Reino Unido y en su segunda semana en cartelera alcanzó el primer puesto en la taquilla, con una recaudación de 8,2 millones de dólares. Tras seis semanas en los cines británicos, su recaudación ascendió a 22,1 millones de dólares, lo que la convirtió en el segundo mejor resultado de Miramax en ese mercado, solo por detrás de Chicago. La película terminó en el número trece en la lista de la más taquilleras del Reino Unido en 2004, con una recaudación total de 12 601 186 libras.
Para el 19 de abril de 2004, Starsky & Hutch había recaudado 6,5 millones de dólares en 2100 proyecciones a través de dieciocho territorios, lo que elevó su total acumulado a 41,5 millones de dólares. Hasta esa fecha, la película había generado 1,3 millones de dólares en 333 salas en España y 565 000 dólares en 320 salas en México. El filme logró alcanzar el primer puesto en taquilla en países como Singapur, Suecia, Noruega y Finlandia, manteniendo su éxito en Australia, donde recaudó 1,8 millones de dólares en su segundo fin de semana (una disminución del 29 %), alcanzando un total de 5,9 millones de dólares hasta ese momento. Hacia el 26 de abril, Starsky & Hutch había recaudado 4,7 millones de dólares en Francia, convirtiéndose en el tercer mejor debut del año en ese país para un filme estadounidense. Además, la película generó 771 mil dólares en Rusia y 355 mil dólares en Nueva Zelanda, alcanzando un total de 9,2 millones de dólares en veintinueve territorios, lo que elevó su recaudación global acumulada a 52,8 millones de dólares. Hacia el 9 de mayo, había recaudado 61 millones de dólares en treinta y tres territorios, destacándose por alcanzar el primer puesto en la taquilla de Bélgica, donde logró el mejor desempeño de una cinta protagonizada por Stiller en ese mercado.
Los resultados de Starsky & Hutch en las taquillas de Argentina, México y España, donde el público mostraba un menor nivel de familiaridad con la serie de televisión original, fueron menos destacados en comparación con los obtenidos en los mercados europeos y anglosajones. Miramax pospuso el estreno del filme en Italia para que coincidiera con su proyección en el Festival de Cine de Taormina y la visita de Wilson al país en agosto. Esta estrategia permitió que la película alcanzara el primer puesto en la taquilla italiana, recaudando 2,2 millones de dólares y elevando su total acumulado en mercados internacionales a 75,4 millones de dólares. Starsky & Hutch recaudó 88 237 754 dólares en Estados Unidos y Canadá y 82 030 996 dólares en los mercados internacionales, un total de 170 268 750 dólares.

### Crítica

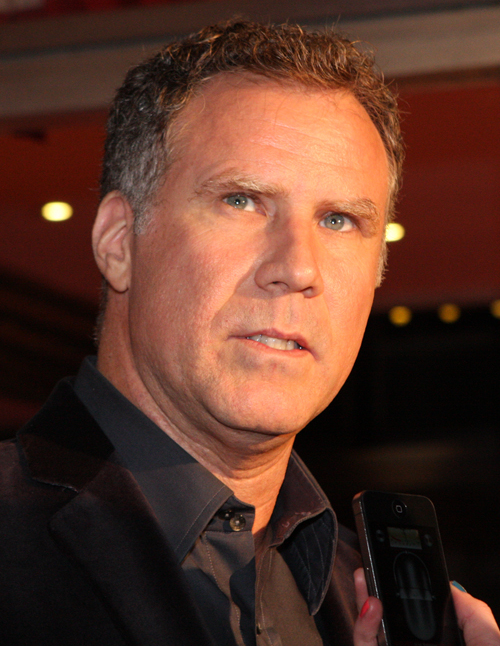
Varios críticos elogiaron la participación de Will Ferrell.

En Rotten Tomatoes, Starsky & Hutch tiene un índice de aprobación del 63 % basado en 193 reseñas, con una calificación promedio de 6/10. El consenso crítico del sitio web dice: «Es desigual y ocasionalmente sin rumbo, pero Starsky & Hutch se beneficia de la química de Stiller y Wilson y de un guion sorprendentemente cálido». En Metacritic, la película obtuvo una puntuación promedio ponderada de 55 sobre 100 basada en 40 reseñas, lo que indica «críticas mixtas o promedio». La audiencia encuestada por CinemaScore le dio a la película una calificación «B» en una escala de «A» a «F».
La revista Empire calificó al filme con cuatro estrellas sobre cinco y concluyó que Starsky & Hutch era «cálida y acogedora en lugar de cool y atrevida» y que se trataba del «medio perfecto para los simpáticos Stiller y Wilson». Andrew Sarris, de The New York Observer, afirmó que la película «restauró parcialmente» su fe en las películas comerciales estadounidenses, cuando «estaba convencido de que una película no podía ser a la vez popular y moderadamente inteligente en el mercado actual de adolescentes». Sarris elogió las actuaciones de Vince Vaughn, Snoop Dogg y Juliette Lewis, y describió la «reinvención irónica de Stiller y Wilson de Starsky y Hutch como chicos sentimentales y sensibles en contacto con sus propios sentimientos femeninos». Mick LaSalle, de San Francisco Chronicle, opinó que «Starsky & Hutch es divertida de principio a fin, pero con algunos momentos realmente hilarantes que la mayoría de las comedias no logran ofrecer». LaSalle agregó que «gran parte del humor proviene del contraste entre los dos héroes, cuyo conflicto de personalidades se ha acentuado en la adaptación de la televisión al cine». J.R. Jones, de Chicago Reader, destacó el trabajo de Stiller y Wilson, comentando que «no ha habido un dúo cómico tan bueno desde John Belushi y Dan Aykroyd». En su reseña para The Washington Post, Ann Hornaday la definió como una comedia romántica «protagonizada por una de las parejas más atractivas del cine contemporáneo, Ben Stiller y Owen Wilson». Jonathan Foreman, de New York Post, comentó que el humor depende en gran medida de la química entre Stiller y Wilson, a quienes nombró como «uno de los mejores equipos cómicos que Hollywood ha producido». Mike Clark, de USA Today, hizo notar la «química contagiosa» del dúo protagonista.
En una reseña para The New York Times, Elvis Mitchell resaltó la «actitud desvergonzada y arrogante» de Vaughn como Reese Feldman, añadiendo que «parece haber absorbido por completo la rudeza indiferente de Bill Murray». Asimismo, escribió que «el filme le pertenece, completa y absolutamente, a Snoop Dogg». El crítico Roger Ebert le otorgó tres de cinco estrellas y la llamó «una película sorprendentemente divertida, lo mejor de los trabajos de reciclaje de la década de 1970». Paul Clinton, de CNN, destacó que Starsky & Hutch funciona porque «nunca se trata como una comedia. Los cineastas no se están burlando de su material original ni tratando de hacer una parodia. En cambio, Stiller y Wilson interpretan a sus personajes de manera muy seria y real». El crítico agragó que «el timing cómico [de los dos actores principales] es perfecto». Nev Pierce, de BBC, calificó el filme con tres de cuatro estrellas y opinó que depende de la química entre Stiller y Wilson, pero carece de grandes momentos cómicos, afirmando que aunque tiene algunas situaciones entretenidas, no logra destacar como una parodia o una película de comedia de alto nivel. Marc Savlov, de The Austin Chronicle, le otorgó el mismo puntaje y destacó el cameo de Will Ferrell y la química entre los protagonistas. Del mismo modo, Peter Travers, de Rolling Stone, escribió que «lo más divertido de todo» fue Ferrell como Big Earl. En opinión de Liam Lacey, de The Globe and Mail, «el humor seco de Stiller y Wilson, basado en el estilo de Albert Brooks, busca más sonrisas que carcajadas» y observó que «aunque Starsky & Hutch es una película sin un momento sincero, de alguna manera nunca parece cínica». Según Richard Schickel, de Time, «Starsky & Hutch tiene momentos de diversión un poco mayores de lo que uno podría esperar de una película que solo busca un buen rato sin complicaciones».
La cinta no convenció a Stephanie Zacharek, de Salon.com, que comentó que «avanza lentamente y sin mucha gracia» y criticó la actuación de Stiller, aunque rescató el trabajo de Wilson y la participación de Ferrell. La reseña de Manohla Dargis para Los Angeles Times tampoco fue favorable, aunque reconoció que «el mayor logro del director es que se mantiene por fuera del camino de Will Ferrell, cuyo cameo es lo más gracioso de Starsky & Hutch». Brian Lowry, de la revista Variety, escribió: «Bendecida con momentos esporádicos de diversión descarada, no es dolorosa pero rara vez avanza más allá del vestuario y el peinado en términos de creatividad». El crítico David Edelstein, de Slate, se vio decepcionado por el filme en general y por la representación de los personajes, en especial la de Stiller. Owen Gleiberman, de Entertainment Weekly, opinó que Starsky & Hutch se enfoca en la estética kitsch y la nostalgia de los años 1970, aunque el humor no alcanza gran altura. Mark Caro, de Chicago Tribune, escribió que Starsky y Hutch no es una serie que «merezca la pena parodiar» y que los realizadores del filme «no ofrecen suficiente acción». El crítico concluyó que el filme «funciona solo como una sucesión de bromas. No es que alguna vez sientas algo que se asemeje al suspenso o una verdadera conexión con los personajes o la trama».

### Premios y nominaciones
| Organización              | Categoría                 | Receptor                                | Resultado  | Ref.   |
| ------------------------- | ------------------------- | --------------------------------------- | ---------- | ------ |
| MTV Movie Awards          | Mejor equipo en pantalla  | Ben Stiller y Owen Wilson               | Candidatos | [ 15 ] |
| MTV Movie Awards          | Mejor beso                | Owen Wilson, Carmen Electra y Amy Smart | Ganadores  | [ 15 ] |
| MTV Movie Awards          | Mejor cameo               | Paul Michael Glaser y David Soul        | Candidatos | [ 72 ] |
| Premios People's Choice   | Mejor química en pantalla | Ben Stiller y Owen Wilson               | Candidatos | [ 16 ] |
| Premios Golden Raspberry  | Peor actor                | Ben Stiller                             | Candidato  | [ 73 ] |
| Premios Golden Raspberry  | Peor actriz de reparto    | Carmen Electra                          | Candidata  | [ 74 ] |
| Teen Choice Awards        | Mejor actor - Comedia     | Ben Stiller                             | Candidato  | [ 17 ] |
| Teen Choice Awards        | Mejor actor - Comedia     | Owen Wilson                             | Candidato  | [ 17 ] |
| Teen Choice Awards        | Mejor química en pantalla | Ben Stiller y Owen Wilson               | Candidatos | [ 17 ] |
| Taurus World Stunt Awards | Mejor trabajo de altura   | Greg Fitzpatrick                        | Ganador    | [ 75 ] |
| Golden Trailer Awards     | Mejor comedia             | Mejor comedia                           | Candidata  | [ 76 ] |
| Premios BMI               | BMI Film Music Award      | Theodore Shapiro                        | Ganador    | [ 77 ] |